# Adebayo Akinfenwa
Saheed Adebayo Akinfenwa (Islington, Gran Londres, Anglaterra, 10 de maig de 1982), més conegut amb els sobrenoms de “The Beast” (La Bèstia) i Bayo (abreviació d'Adebayo), és un futbolista anglès ja retirat que jugava com a davanter. És conegut per la seva força física i per la seva corpulència.

## Vida personal
L'Akinfenwa és un íntim amic de Clarke Carlisle, el seu excompany al Northampton Town, amb el qual va crear una dupla guanyadora que va passar a la història del club anglès.
El seu pare és musulmà i la seva mare és cristiana. Això, va causar una gran confusió al petit Akinfenwa, ja que no sabia quina religió seguir. De petit en Bayo practicava el Ramadà, però, actualment és cristià. És un fidel seguidor del Liverpool i el seu jugador favorit és el centrecampista anglès John Barnes.

## Llibre: The Beast: My Story
El jugador va publicar l'any 2017 una autobiografia anomenada “The Beast: My Story”, on explica la seva carrera professional i com ha influït el seu gran cos a la seva vida professional. El llibre va ser guardonat com a la millor autobiografia segons els Premis Britànics de Llibres Esportius (British Sports Book Awards) El jugador inicia el llibre amb una frase bastant icònica: “El Messi pot ser el més hàbil, el Cristiano Ronaldo pot tenir el millor tir, però, jo sóc el més fort en el FIFA” (fent referència a la seva puntuació en el videojoc d'Electronic Arts).
En Bayo explica com diversos clubs del futbol anglès no el van acceptar amb l'excusa que el seu cos no estava preparat per jugar a les lligues angleses. Llavors el jugador anglès va decidir anar a jugar a lligues estrangeres, i a poc a poc i amb molt esforç va aconseguir arribar a la lliga anglesa, i allà va demostrar amb molt bones estadístiques que ell estava preparat per jugar. També explica que el seu gran cos l'ha fet aconseguir milions de seguidors a les xarxes socials, i ara és un personatge bastant conegut arreu del món.

## Carrera professional

### Inicis
Quan en Bayo era adolescent es va traslladar a Lituània per jugar pel FK Atlantas. Va rebre abús racial per part dels seguidors de l'equip, i després va dir “venint de Londres, on ningú em deia res, això és descarat”. Al cap de dos anys, en els inicis de l'any 2003 va retornar al Regne Unit i es va unir a les files del campió de la Lliga gal·lesa de futbol (Welsh Premier League), el Barry Town. L'Akinfenwa va ajudar el club a alçar la Lliga i la Copa gal·lesa, durant el seu temps a l'estadi centenari Jenner Park. No obstant això, quan el club va sofrir una forta crisi financera, es va veure obligat a acomiadar el personal. Va ser llavors quan L'Akinfenwa es va unir ràpidament al Boston United, l'octubre del mateix any. En el seu debut, en Bayo va marcar el gol guanyador en l'últim minut contra el Swindon Town en el Trofeu de la Lliga de futbol (Football League Trophy). No es va conformar amb el club, i el mes següent es va unir al Leyton Orient, però, el van alliberar al cap d'un mes. El desembre del 2003 es va unir al mític club Rushden & Diamonds, i després de no fer un bon paper, es va unir al Doncaster Rovers, el febrer del 2004, i va ser el seu cinquè club en un any.

### Torquay United
El juliol de l'any 2004, L'Akinfenwa va tornar a canviar de club un altre cop, i va fitxar pel Torquay United, com a reemplaçament del davanter David Graham. En aquella temporada 2004-2005 no va ser capaç d'evitar el descens del seu club a la Quarta Divisió Anglesa (League Two), però va marcar 14 gols. Al acabar la temporada no va voler signar un nou contracte amb el club, ja que les condicions no eren les que ell demanava.

### Swansea City
El juliol de l'any 2005 en Bayo va fitxar pel Swansea City, que es va veure obligat a pagar una clàusula de £85.000 pel jugador anglès. Va debutar amb gol contra el Tranmere Rovers, i aquest gol també va ser el primer gol oficial al Liberty Stadium, el nou estadi del Swansea City. També va marcar el gol guanyador a la final de la Copa de la Lliga de Futbol (Football League Trophy) de l'any 2006, en la qual el Swansea va guanyar al Carlisle United per 2-1. L'Akinfenwa va ajudar l'equip a arribar a la final dels play-off d'ascens a la League One, en la seva primera temporada. El partit va anar a penals, ja que van finalitzar amb el marcador empatat a 2. En la tanda de penals L'Akinfenwa va ser un dels dos jugadors del Swansea en fallar el seu llançament de penal, i el Barnsley va acabar ascendint a la League One, mentre que el Swansea es va quedar a les portes. La temporada següent, en Bayo va ser regular en l'onze inicial de l'equip, fins que es va trencar la cama en la derrota 2-0 contra Scunthorpe United. Aquesta lesió va sorgir d'una lesió a la canyella esquerra que es va fer l'octubre passat, i va provocar el fi de la seva temporada.

### Millwall
Al final de la temporada 2006-07, en Bayo va refusar signar un nou contracte amb el Swansea, i va signar pel Swindon Town, el 29 de juny del 2007, però no va passar les proves mèdiques.
Després d'això, el novembre de 2007 va signar un contracte mes a mes amb el Millwall, aleshores, equip de la League One.

### Northampton Town
El 18 de gener del 2008, en Bayo fa signar un contracte amb el Northampton Town per la temporada 2007-08. Va debutar contra el Swindon Town. Va sortir de la banqueta i va marcar el gol de l'empat. Va tenir el mateix impacte, marcant el gol de l'empat contra el Leeds United, en el seu debut a casa. En el següent partit contra el Gillingham, en Bayo va sortir de titular, i va marcar dos gols en la victòria per 4-0. Durant la resta de la temporada va marcar 3 gols més.
El 30 de maig del 2008, L'Akinfenwa va signar un nou contracte per un any amb el Northampton, tot i que el Leyton Orient i el Grimsby Town van mostrar interès públic per ell. Va començar la temporada 2008-09 amb bon peu, marcant en dos dels tres partits disputats durant el mes de setembre.
En Bayo va finalitzar la seva estada al Northampton el maig de l'any 2010, tot i que li van oferir un nou contracte, no van poder aconsseguir un acord abans del tancament del mercat de fitxatges anglès.

### Gillingham
El 29 de juliol del mateix any, va signar un contracte d'un any amb el Gillingham, i va marcar un gol de cap en el seu debut contra el Cheltenham Town. Mentre jugava pel Gills (Gillingham), va formar una dupla i una amistat amb en Cody McDonald i entre els dos van ser capaços d'acotar 36 gols aquella temporada.

### Retorn al Northampton Town
El 25 de maig del 2011 en Bayo va tornar a Sixfields (estadi del Northampton Town), després que el nou gerent de l'equip, en Gary Johnson, el va enviar a “capturar la imaginació dels seguidors”. Va marcar el seu primer gol contra el Bristol Rovers el 16 d'agost. El 10 de novembre de 2012, en Bayo va marcar el seu primer i fins ara únic hat-trick contra l'Accrington Stanley. Tres anys més tard, quan el Northampton Town va entrar en una crisi financera, L'Akinfenwa va subhastar la samarreta que va utilitzar en aquell partit, guanyant £440, i guanyant-se, així l'estima de l'afició. La temporada 2012-13 el Northampton Town es va veure obligat a lliberar el seu contracte.

### Retorn al Gillingham
En Bayo va tornar al Gillingham com a agent lliure el 2 de juliol de l'any 2013.
Després d'haver regnat a la lliga amb la seva col·laboració amb el seu amic Cody McDonald, marcant 10 gols en el transcurs de la temporada 2013-14, i quedant en tercera posició dels millors jugadors de la lliga. L'Akinfenwa va deixar el club quan el seu contracte va finalitzar.

### AFC Wimbledon
El 20 de juny de l'any 2014, va signar per AFC Wimbledon, equip de la League Two, un contracte de 14 mesos. A la tercera ronda de la FA Cup, el 5 de gener de 2015, en Bayo va haver de jugar contra el club del seu cor, el Liverpool, a l'estadi de Kingsmeadow (estadi de l'AFC Wimbledon). En Bayo va marcar el gol de l'empat en la derrota contra el Liverpool per 1-2. El 8 de juny del mateix any, l'Akinfnewa va renovar el seu contracte amb el Wimbledon, renunciant als interessos de clubs de la League One i de la Major League Soccer (MLS). El 30 de maig del 2016, després de marcar un penal en la victòria 2-0 contra el Plymouth Argyle, en la final del play-off de la League Two, en Bayo va ser alliberat del ser contracte. Després del partit, en una entrevista per Sky Sports, va dir el següent: “crec que estic tècnicament dotat, així, que qualsevol dia, un entrenador em pot enviar un Whatsapp i donar-me un treball”

### Wycombe Wanderers[4][5]
Després de marxar del AFC Wimbledon, en Bayo va fitxar per Wycombe Wanderers, inicialment en un contracte d'un any.

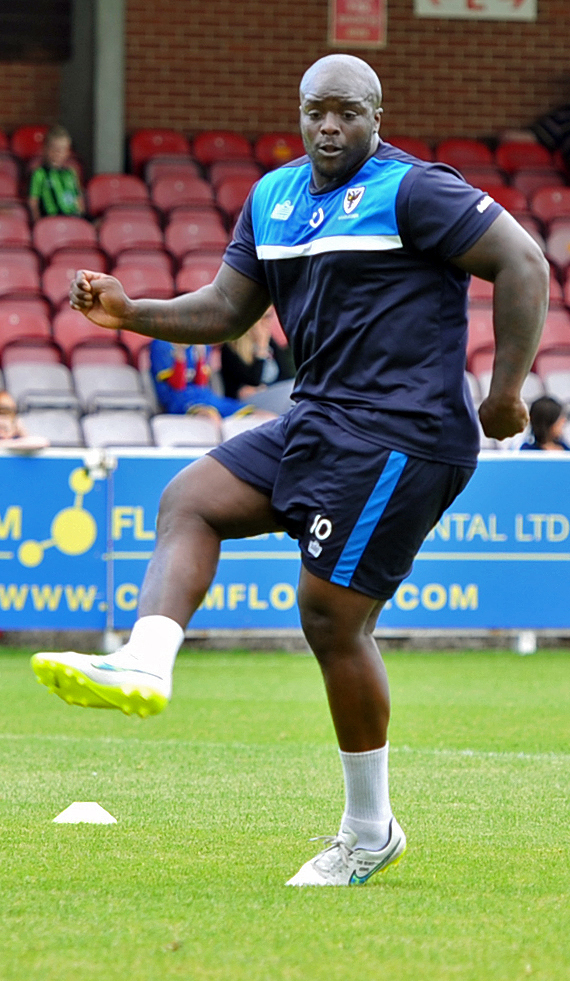
Adebayo Akinfnewa en un partit per Wycombe Wanderers

L'Abril del 2018, en Bayo va ser nomenat com el millor jugador de la temporada de la EFL League Two (EFL League Two Player of the Season award).

## Palmarès
FK Atlantas
- Copa Lituana de Futbol: 2000-01

Barry Town
- Premier League Gal·lesa (Welsh Premier League): 2002-03
- Copa Gal·lesa (Welsh Cup): 2002-03

Swansea City
- Trofeu de la lliga de futbol (Football League Trophy): 2005-06
- AFC Wimbledon[6]
- Play-offs de la League Two (League Two play-offs): 2015-16

Individual
- Equip de l'any de la PFA: 2017-18 League Two
- Jugador de l'any del Torquay United Football Club: 2005
- Jugador de l'any del Northampton Town F.C.: 2010
- Jugador de l'any de l'AFC Wimbledon: 2015
- Jugador de l'any del Wycombe Wanderers:2017
- Jugador de la temporada de la EFL League Two (EFL Player of the season award): 2018